# Station Bishopton
Bishopton is een spoorwegstation van National Rail in Renfrewshire in Schotland. Het station is eigendom van Network Rail en wordt beheerd door ScotRail. Het station is geopend in 1841, tijdens de Tweede Wereldoorlog werd het station uitgebreid in verband met de bediening van de nabijgelegen munitiefabriek.